# West Point (Califòrnia)
West Point és una concentració de població designada pel cens dels Estats Units a l'estat de Califòrnia. Segons el cens del 2000 tenia 746 habitants.

## Demografia
Segons el cens del 2000, West Point tenia 746 habitants, 305 habitatges, i 203 famílies. La densitat de població era de 77 habitants/km².
Dels 305 habitatges en un 25,9% hi vivien nens de menys de 18 anys, en un 46,6% hi vivien parelles casades, en un 14,4% dones solteres, i en un 33,4% no eren unitats familiars. En el 26,6% dels habitatges hi vivien persones soles el 13,1% de les quals corresponia a persones de 65 anys o més que vivien soles. El nombre mitjà de persones vivint en cada habitatge era de 2,43 i el nombre mitjà de persones que vivien en cada família era de 2,86.
Per edats la població es repartia de la següent manera: un 24,4% tenia menys de 18 anys, un 5,9% entre 18 i 24, un 20% entre 25 i 44, un 30% de 45 a 60 i un 19,7% 65 anys o més.
L'edat mediana era de 45 anys. Per cada 100 dones de 18 o més anys hi havia 84,7 homes.
La renda mediana per habitatge era de 25.417 $ i la renda mediana per família de 27.794 $. Els homes tenien una renda mediana de 24.028 $ mentre que les dones 22.500 $. La renda per capita de la població era d'11.439 $. Entorn del 28,2% de les famílies i el 33,9% de la població estaven per davall del llindar de pobresa.

## Poblacions més properes
El següent diagrama mostra les poblacions més properes.